# Pangrapta vaga
Pangrapta vaga là một loài bướm đêm trong họ Erebidae.